# Lappajärvi
Lappajärvi este o comună din Finlanda.